# Offenheim (Rhénanie-Palatinat)
Pour les articles homonymes, voir Offenheim.
Offenheim est une municipalité allemande située dans le land de Rhénanie-Palatinat et l'arrondissement d'Alzey-Worms.